# Mickiewiczlegion

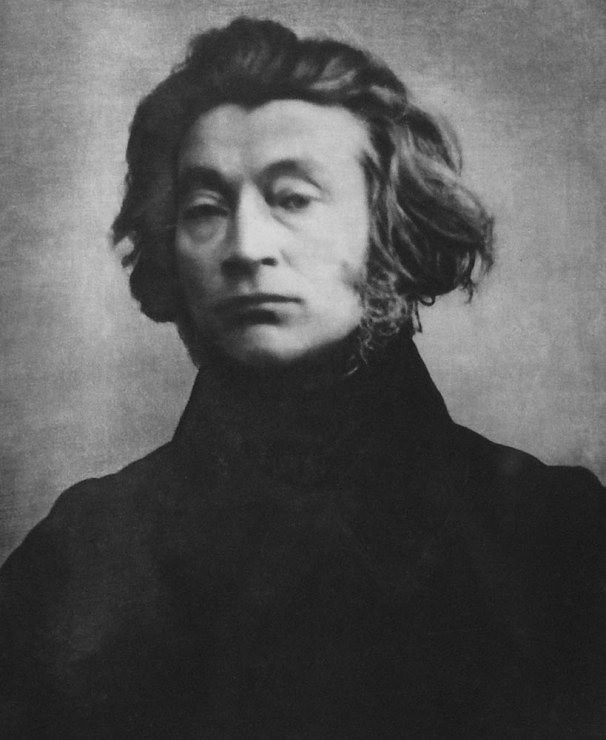
Adam Mickiewicz 1842

Die Mickiewiczlegion (polnisch. Legion Mickiewicza) waren die von dem polnischen Dichter Adam Mickiewicz im März 1848 in Rom aufgestellten polnischen Truppen. Die Soldaten sollten in der März-Revolution für die Unabhängigkeit Italiens kämpfen.
Die zunächst ca. 200 Mann starke Einheit wuchs auf 600 Soldaten an und nahm an Kämpfen in der Lombardei, Genua und Roma teil. Sie wurde 1849 in Ungarn eingesetzt, wo sie zerschlagen wurde. Die Soldaten flüchteten nach Griechenland. Mickiewicz verfasste für die Truppe ein Manifest, in dem er zum Panslawismus, Freiheit, Gleichheit, Abschaffung der Leibeigenschaft und der Gleichberechtigung von Frauen aufrief. Die Legion wurde von Aleksander Fijałkowski befehligt. Das polnische Mickiewicz-Bataillon im Spanischen Bürgerkrieg wurde nach der Legion benannt.